# Aedes spilotus
Aedes spilotus é um espécie de mosquito do Género Aedes, pertencente à família Culicidae.